# 일상생활
일상생활(日常生活, everyday life, daily life, routine life)은 평상시의 생활을 의미한다. 대개 의식주를 뜻 한다.
일상 생활은 사람들이 일상적으로 일반적으로 행동하고, 생각하고, 느끼는 방식으로 구성된다. 일상생활은 평범한 것, 일상적인 것, 자연스러운 것, 습관적인 것, 정상적인 것으로 묘사될 수 있다.
인간의 일주기성은 대부분의 사람들이 적어도 밤에 잠을 자고 낮에 활동한다는 것을 의미한다. 대부분 하루에 2~3끼를 먹는다. 근무 시간(교대 근무 제외)은 대부분 아침부터 시작되는 일일 일정을 포함한다. 이로 인해 수백만 명이 경험하는 일일 출퇴근 시간과 라디오 방송사가 집중하는 운전 시간이 생성된다. 저녁은 종종 여가 시간이다. 매일 목욕하는 것은 많은 사람들의 관습이다.
이러한 광범위한 유사성 외에도 생활 방식은 다양하며 사람들마다 하루를 다르게 보낸다. 예를 들어, 유목 생활은 정주 생활과 다르며, 정주 생활을 하는 사람들 가운데 도시 사람들은 시골 사람들과 다르게 산다. 부자와 가난한 사람, 노동자와 지식인의 삶의 차이는 근무 시간을 넘어서는 것일 수도 있다. 어린이와 성인도 매일 하는 일이 다르다.

## 같이 보기
- 생활 양식
- 개인 생활
- 사실주의
- 단순한 삶
- 노숙인

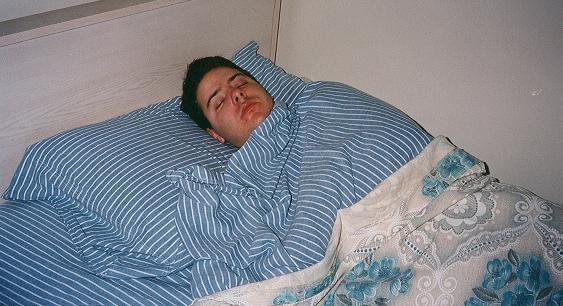
수면
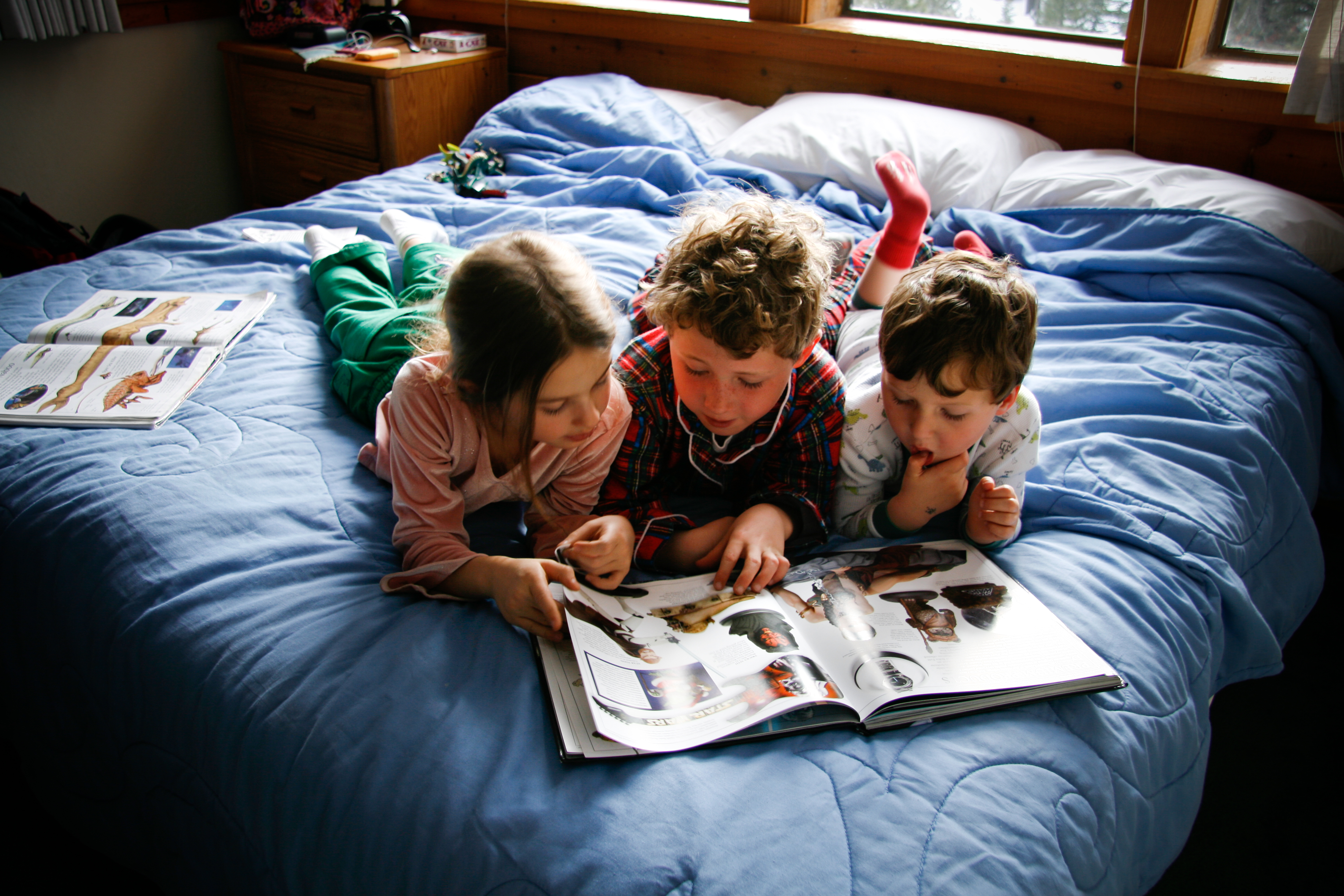
책 읽는 어린이들
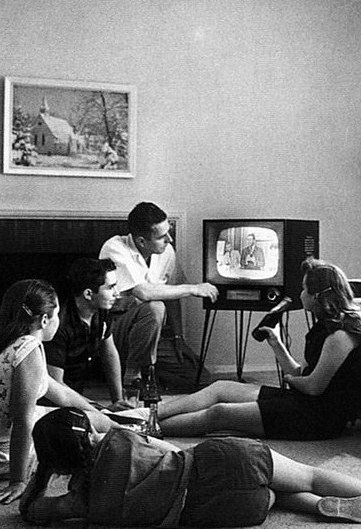
텔레비전 시청